# Chế ước ngân sách
Chế ước ngân sách, thuật ngữ trong kinh tế học vi mô, là giới hạn ngân sách có thể chi vào việc mua hàng hóa tiêu dùng. Chế ước ngân sách thường được thể hiện bằng đường ngân sách hay còn gọi là đường chế ước ngân sách. Thông thường, đường này là đường thẳng, dốc xuống và giao với hai trục của một trục tọa độ hai chiều.
Giả định rằng người tiêu dùng chỉ có kế hoạch mua hai mặt hàng. Với chế ước ngân sách, người tiêu dùng không thể tăng lượng mua mặt hàng này mà không buộc phải giảm lượng mua mặt hàng kia. Kinh tế học gọi quyết định này là đánh đổi.